# Antonio Priuli
Antonio Priuli (10 mai 1548 - 12 août 1623) est le 94e doge de Venise élu en 1618, son dogat dure jusqu'en 1623. Son règne est marqué par des tensions avec l'Espagne.

## Famille
Les Priuli sont établis à Venise depuis 1297 et font donc partie des nouvelles familles. Ils ont acquis une grosse fortune dans le commerce des céréales, l'élevage des chevaux et la propriété de terres. Ils ont compté un moment parmi les plus riches familles de la République, mais ont dû s'endetter depuis pour maintenir leur statut social. Trois membres de cette famille ont été doges: Antonio, son frère Lorenzo et Giorolamo au milieu du XVIe siècle.

## Biographie
Antonio est marié avec Elena Barbarigo, la fille de l'amiral Agostin Barbarigo qui meurt durant la bataille de Lépante en 1571. Deux membres de la famille des Barbarigo sont également doges. Antonio et Elena ont douze ou quatorze enfants, dont sept filles, qui se sont pas mariées, mais sont toutes envoyées au couvent. Avant son élection, Antonio Priuli est ambassadeur auprès du roi de France Henri IV, puis procurateur dès 1603.
Antonio est élu le 17 mai 1618 au premier tour. Il est déjà le troisième doge de l'année 1618 après Giovanni Bembo et Nicolò Donato. Après son élection, il se montre très généreux vis-à-vis du peuple vénitien, ce qui lui attire certes de grandes sympathies, mais entame encore davantage sa fortune. Il réussit toutefois à marier l'un de ses fils à une riche héritière de la famille Dolfin, ce qui consolide à nouveau sa situation financière. Deux autres de ses fils sont prêtres: l'un est évêque de Bergame, l'autre doit renoncer à son poste de cardinal, un poste qu'il a acquis essentiellement grâce à la fortune de son père, pour les raisons évoquées plus bas.
Au niveau de la politique intérieure, la situation est très grave lors de son arrivée sur le trône: on raconte en effet que les Espagnols, commandés par l'ambassadeur Alfonso de la Cueva ont fait venir des mercenaires à Venise, des soldats corrompus prêts à conquérir la République. Venise agit de manière déterminée et arrête et exécute les marins et les soldats suspects, même s'ils ne sont suspectés que de simple collusion. De 1618 à 1622, Venise engage une véritable chasse à l'homme qui débouche sur la condamnation de beaucoup d'espions, mais également de beaucoup d'innocents. Le 16 avril 1622, l'exécution d'Antonio Foscarini - un patricien dont la seule faute a été de fréquenter l'ambassade anglaise - montre à une grande partie de l'opinion publique que la justice est devenue paranoïaque. Un décret du 16 janvier 1623 informe tout le monde de l'erreur et, en plus des excuses, met fin à la chasse aux espions. Durant tout le XVIe siècle, la lutte entre l'Espagne et Venise se poursuit, sans toutefois jamais atteindre à nouveau ce niveau.
Par ailleurs, le règne d'Antonio Priuli est marqué par une série de procédures contre différents membres de la noblesse qui ont dû répondre de trahison devant le puissant Conseil des Dix. Ces procédures sont révélatrices des tensions et des rivalités qui existent entre les différentes familles. Elles se dénoncent mutuellement aux autorités de manière anonyme et celles qui ne peuvent pas prouver leur innocence sont condamnées. Même Antonio doit passer devant le Conseil des Dix pour répondre de l'élection de son fils au poste de cardinal. L'ambassadeur de Venise à Rome, Renier Zen, accuse en effet le fils du doge d'être impliqué dans un complot avec le Pape contre Venise.
En février 1623, Venise entre par surprise dans la Guerre de Trente Ans, limitant toutefois ses ambitions à l'Italie et, plus particulièrement, à la Valteline. Antonio Priuli, déjà malade, ne peut y participer activement. Il meurt le 12 août 1623. Il aurait été enterré dans l'église San Lorenzo.

## Sources
- (de) Cet article est partiellement ou en totalité issu de l’article de Wikipédia en allemand intitulé « Antonio Priuli » (voir la liste des auteurs).

- (it) Cet article est partiellement ou en totalité issu de l’article de Wikipédia en italien intitulé « Antonio Priuli » (voir la liste des auteurs).